# Бжосткі
Бжосткі (пол. Brzostki, нім. Freihagen) — село в Польщі, у гміні Пененжно Браневського повіту Вармінсько-Мазурського воєводства.
Населення — 52 особи (2011).
У 1975-1998 роках село належало до Ельблонзького воєводства.

## Демографія
Демографічна структура станом на 31 березня 2011 року:
|          | Загалом | Допрацездатний вік | Працездатний вік | Постпрацездатний вік |
| -------- | ------- | ------------------ | ---------------- | -------------------- |
| Чоловіки | 34      | 3                  | 26               | 5                    |
| Жінки    | 18      | 4                  | 8                | 6                    |
| Разом    | 52      | 7                  | 34               | 11                   |